# Peribatodes matrensis
Peribatodes matrensis är en fjärilsart som beskrevs av András Vojnits 1970. Peribatodes matrensis ingår i släktet Peribatodes och familjen mätare. Inga underarter finns listade i Catalogue of Life.